# سمان ضاحك
السمان الضاحك او سمان دليجورجوي (الاسم العلمي: Coturnix delegorguei) (بالإنجليزية: Harlequin Quail)‏ هو أحد أنواع طيور سمان العالم القديم من فصيلة التدرجية ويتواجد في أفريقيا وشبه الجزيرة العربية.